# Estación de Vicálvaro
Estación de Vicálvaro vasútállomás Spanyolországban, Valderrivas településen a Madrid–Barcelona-vasútvonalon. Része Madrid elővárosi vasúti közlekedésének, a Cercanías Madridnak.

## Kapcsolódó állomások
A vasútállomáshoz az alábbi állomások vannak a legközelebb:
- Coslada (Guadalajara, Línea C-2)
- Santa Eugenia (Línea C-2)
- Coslada (Alcalá de Henares, Línea C-7)
- Coslada (Guadalajara, Línea C-8)
- Santa Eugenia (Estación de Cercedilla, Línea C-8)
- Santa Eugenia (Príncipe Pío, Línea C-7)